# 2005年のMLBドラフト
2005年のMLBドラフト（2005 First-Year Player Draft）とは、6月7日から8日にかけて行われたMLBのアマチュアドラフトである。

## 1巡目
|  | = オールスター |  | = WBC出場  |  |
|  | = MLB未出場    |  | = 契約せず |  |

| 順位 | 選手                         | チーム                         | 守備位置 | 学校                                        |
| ---- | ---------------------------- | ------------------------------ | -------- | ------------------------------------------- |
| 1    | ジャスティン・アップトン     | アリゾナ・ダイヤモンドバックス | 外野手   | en:Great Bridge High School                 |
| 2    | アレックス・ゴードン         | カンザスシティ・ロイヤルズ     | 三塁手   | ネブラスカ大学リンカーン校                  |
| 3    | ジェフ・クレメント           | シアトル・マリナーズ           | 捕手     | 南カリフォルニア大学                        |
| 4    | ライアン・ジマーマン         | ワシントン・ナショナルズ       | 三塁手   | バージニア大学                              |
| 5    | ライアン・ブラウン           | ミルウォーキー・ブルワーズ     | 三塁手   | マイアミ大学                                |
| 6    | リッキー・ロメロ             | トロント・ブルージェイズ       | 投手     | カリフォルニア州立大学フラトン校            |
| 7    | トロイ・トゥロウィツキー     | コロラド・ロッキーズ           | 遊撃手   | カリフォルニア州立大学ロングビーチ校        |
| 8    | ウェイド・タウンゼント       | タンパベイ・デビルレイズ       | 投手     | ライス大学                                  |
| 9    | マイク・ペルフリー           | ニューヨーク・メッツ           | 投手     | ウィチタ州立大学                            |
| 10   | キャメロン・メイビン         | デトロイト・タイガース         | 外野手   | en:T. C. Roberson High School               |
| 11   | アンドリュー・マカッチェン   | ピッツバーグ・パイレーツ       | 外野手   | Fort Meade High School (FL)                 |
| 12   | ジェイ・ブルース             | シンシナティ・レッズ           | 外野手   | en:West Brook Senior High School            |
| 13   | ブランドン・スナイダー       | ボルチモア・オリオールズ       | 捕手     | Westfield High School                       |
| 14   | トレバー・クロウ             | クリーブランド・インディアンス | 外野手   | アリゾナ大学                                |
| 15   | ランス・ブロードウェイ       | シカゴ・ホワイトソックス       | 投手     | テキサスクリスチャン大学                    |
| 16   | クリス・ボルスタッド         | フロリダ・マーリンズ           | 投手     | en:Palm Beach Gardens Community High School |
| 17   | C.J.ヘンリー                 | ニューヨーク・ヤンキース       | 遊撃手   | Putnam City High School (OK)                |
| 18   | シーザー・キャリロ           | サンディエゴ・パドレス         | 投手     | マイアミ大学                                |
| 19   | ジョン・メイベリー・ジュニア | テキサス・レンジャーズ         | 外野手   | スタンフォード大学                          |
| 20   | マーク・パウェレック         | シカゴ・カブス                 | 投手     | Springville High School                     |
| 21   | クリフ・ペニントン           | オークランド・アスレチックス   | 遊撃手   | テキサスA&M大学                             |
| 22   | アーロン・トンプソン         | フロリダ・マーリンズ           | 投手     | en:Second Baptist School                    |
| 23   | ジャコビー・エルズベリー     | ボストン・レッドソックス       | 外野手   | オレゴン州立大学                            |
| 24   | ブライアン・ボグセビッチ     | ヒューストン・アストロズ       | 投手     | チューレーン大学                            |
| 25   | マット・ガーザ               | ミネソタ・ツインズ             | 投手     | カリフォルニア州立大学フレズノ校            |
| 26   | クレイグ・ハンセン           | ボストン・レッドソックス       | 投手     | セント・ジョンズ大学                        |
| 27   | ジョーイ・デバイン           | アトランタ・ブレーブス         | 投手     | ノースカロライナ州立大学                    |
| 28   | コルビー・ラスムス           | セントルイス・カージナルス     | 外野手   | Russell County High School (AL)             |
| 29   | Jacob Marceaux               | フロリダ・マーリンズ           | 投手     | マクニーズ州立大学                          |
| 30   | タイラー・グリーン           | セントルイス・カージナルス     | 遊撃手   | ジョージア工科大学                          |

## 1巡目補足指名
| 順位 | 選手                 | チーム                                     | 守備位置 | 学校                                 |
| ---- | -------------------- | ------------------------------------------ | -------- | ------------------------------------ |
| 31   | マシュー・トレア     | アリゾナ・ダイヤモンドバックス             | 投手     | マサチューセッツ大学                 |
| 32   | チャズ・ロー         | コロラド・ロッキーズ                       | 投手     | Lafayette High School                |
| 33   | ジョン・ドレネン     | クリーブランド・インディアンス             | 外野手   | Rancho Bernardo High School          |
| 34   | ライアン・タッカー   | フロリダ・マーリンズ                       | 投手     | Temple City High School              |
| 35   | シーザー・ラモス     | サンディエゴ・パドレス                     | 投手     | カリフォルニア州立大学ロングビーチ校 |
| 36   | トラビス・バック     | オークランド・アスレチックス               | 外野手   | アリゾナ州立大学                     |
| 37   | トレバー・ベル       | ロサンゼルス・エンゼルス・オブ・アナハイム | 投手     | Crescenta Valley High School         |
| 38   | イーライ・アイログ   | ヒューストン・アストロズ                   | 外野手   | テネシー大学                         |
| 39   | ヘンリー・サンチェス | ミネソタ・ツインズ                         | 一塁手   | en:Mission Bay High School           |
| 40   | ルーク・ホッチェバー | ロサンゼルス・ドジャース                   | 投手     | テネシー大学                         |
| 41   | ボー・ジョーンズ     | アトランタ・ブレーブス                     | 投手     | Destrehan High School                |
| 42   | クレイ・バックホルツ | ボストン・レッドソックス                   | 投手     | アンジェリーナ・カレッジ             |
| 43   | マーク・マコーミック | セントルイス・カージナルス                 | 投手     | ベイラー大学                         |
| 44   | ショーン・ウェスト   | フロリダ・マーリンズ                       | 投手     | en:Captain Shreve High School        |
| 45   | ジェド・ラウリー     | ボストン・レッドソックス                   | 二塁手   | スタンフォード大学                   |
| 46   | タイラー・ハーロン   | セントルイス・カージナルス                 | 投手     | Wellington Community High School     |
| 47   | マイケル・ボウデン   | ボストン・レッドソックス                   | 投手     | Waubonsie Valley High School         |
| 48   | ギャレット・オルソン | ボルチモア・オリオールズ                   | 投手     | カリフォルニア科学技術大学           |

## その他注目選手
| 巡 目 | 順 位 | 選 手                      | チ ｜ ム                                   | 守 備 位 置 | 学 校                                            |
| ----- | ----- | -------------------------- | ------------------------------------------ | ----------- | ------------------------------------------------ |
| 2     | 60    | トラビス・ウッド           | シンシナティ・レッズ                       | 投手        | ブライアント高等学校                             |
| 2     | 61    | ノーラン・ライモルド       | ボルチモア・オリオールズ                   | 外野手      | ボーリンググリーン州立大学                       |
| 2     | 66    | チェイス・ヘッドリー       | サンディエゴ・パドレス                     | 三塁手      | テネシー大学                                     |
| 2     | 68    | ドニー・ビール             | シカゴ・カブス                             | 投手        | ピマ・コミュニティカレッジ                       |
| 2     | 79    | ブレット・ヘイズ           | フロリダ・マーリンズ                       | 捕手        | ネバダ大学リノ校                                 |
| 3     | 89    | トミー・マンゼラ           | ヒューストン・アストロズ                   | 遊撃手      | テュレーン大学                                   |
| 3     | 101   | ビン・マザーロ             | オークランド・アスレチックス               | 投手        | ラザーフォード高等学校                           |
| 3     | 103   | ショーン・オサリバン       | ロサンゼルス・エンゼルス・オブ・アナハイム | 投手        | グロスモント大学                                 |
| 3     | 109   | ブレット・ガードナー       | ニューヨーク・ヤンキース                   | 外野手      | チャールストン大学                               |
| 4     | 118   | ジェレミー・ヘリクソン     | タンパベイ・デビルレイズ                   | 投手        | ハーバート・フーバー高等学校                     |
| 4     | 126   | ギャビー・サンチェス       | フロリダ・マーリンズ                       | 一塁手      | マイアミ大学                                     |
| 4     | 128   | マイク・バクスター         | サンディエゴ・パドレス                     | 外野手      | ヴァンダービルト大学                             |
| 4     | 137   | マイク・ブロードウェイ     | アトランタ・ブレーブス                     | 投手        | ポープ・カウンティ高等学校                       |
| 5     | 149   | ドリュー・ブテラ           | ニューヨーク・メッツ                       | 捕手        | セントラルフロリダ大学                           |
| 5     | 165   | スティーブ・トールソン     | ミネソタ・ツインズ                         | 三塁手      | サウスカロライナ大学                             |
| 6     | 165   | マルコ・エストラーダ       | ワシントン・ナショナルズ                   | 投手        | カリフォルニア州立大学ロングビーチ校             |
| 7     | 205   | マイケル・ブラントリー     | ミルウォーキー・ブルワーズ                 | 外野手      | セントラル高等学校                               |
| 10    | 307   | ジョシュ・アウトマン       | フィラデルフィア・フィリーズ               | 投手        | セントラル・ミズーリ大学                         |
| 11    | 337   | タフィー・ゴーズウィッシュ | フィラデルフィア・フィリーズ               | 捕手        | アリゾナ州立大学                                 |
| 11    | 339   | ルイス・マルティネス       | ニューヨーク・メッツ                       | 捕手        |                                                  |
| 12    | 353   | アンソニー・バルバロ       | シアトル・マリナーズ                       | 投手        | セント・ジョンズ大学                             |
| 12    | 367   | マイク・ザガースキー       | フィラデルフィア・フィリーズ               | 投手        | カンザス大学                                     |
| 14    | 436   | スコット・バンスライク     | ロサンゼルス・ドジャース                   | 外野手      | ジョン・バロウズ・スクール                       |
| 17    | 522   | マーク・ミニコッツィ       | サンフランシスコ・ジャイアンツ             | 二塁手      | イーストカロライナ大学                           |
| 17    | 665   | ジェイソン・ウルキデス     | アリゾナ・ダイヤモンドバックス             | 投手        | アリゾナ州立大学                                 |
| 21    | 634   | ニール・ワグナー           | クリーブランド・インディアンス             | 投手        | ノースダコタ州立大学                             |
| 22    | 665   | クリスチャン・マレーロ     | シカゴ・ホワイトソックス                   | 外野手      | ブロワード・カレッジ                             |
| 27    | 810   | ウィル・ライムス           | デトロイト・タイガース                     | 二塁手      | ウィリアム・アンド・メアリー大学                 |
| 33    | 982   | ライアン・バクター         | ワシントン・ナショナルズ                   | 投手        | ローワン大学グロスター・カウンティ校             |
| 43    | 1280  | スコット・バーンズ         | ワシントン・ナショナルズ                   | 投手        | アワー・レディ・オブ・ホープ・カテドラル高等学校 |
| 43    | 1293  | ライアン・ベルドゥーゴ     | フィラデルフィア・フィリーズ               | 投手        |                                                  |
| 49    | 1468  | カーティス・パーチ         | サンフランシスコ・ジャイアンツ             | 投手        | マーセド高等学校                                 |
| 50    | 1293  | ゼイビア・スクラッグス     | シアトル・マリナーズ                       | 一塁手      | パウェイ高等学校                                 |